# Паллад
Паллад (др.-греч. Παλλαδᾶς, вторая половина IV века н. э.) — древнегреческий поэт. Жил в Египте, в г. Александрия. В Палатинской антологии ему принадлежит 151 эпиграмма (ещё 23 фигурируют в антологии под его именем, но истинность авторства не доказана). Вся известная о нём информация почерпнута из этих эпиграмм. В его стихах описывается школьный учитель, язычник, смирившийся с жизнью в христианском городе, человек женатый, несмотря на свою склонность к мизогинии.
Одна из эпиграмм приписываемая Палладу Максимом Планудом — это панегирик, составленный по случаю смерти в 415 году н. э. знаменитой Гипатии, дочери Теона Александрийского. Другая эпиграмма согласно комментариям к Палатинской антологии была написана во время совместного царствования императоров Валентиниана и Валента (364-375 гг. н. э.). А третья, описывающая падение Бейрута не содержит никаких дат.
Одна анонимная эпиграмма рассказывает о Палладе, как о поэте с превосходной репутацией. И тем не менее, Исаак де Казобон отзывается о нём весьма нелестно, называя «versificator insulsissimus» (самый пресный поэт). Соглашается с этим мнением шотландский поэт и историк Джон Уильям Маккейл, который пишет: «…большинство его стихов действительно таковы. В сущности, все, за исключением тех, что пылают дикой яростью, но и это никак не пламя поэзии, а лишь тупое накаливание».
В эпиграммах Паллад не много прямых упоминаний борьбы с натиском христианства. В одной эпиграмме смутно рассказывается о свержении идолов, происходившем в Александрии в 389 году н. э., когда патриархом был Феофил Александрийский. Другая эпиграмма ещё более завуалировано жестоко критикует доктрину Воскресения из мёртвых. Также у него есть стих, высмеивающий толпы египетских монахов, написанный вполне в стиле реформаторов XVI века. По большей части его симпатии проигрывающей стороне — язычникам — можно проследить лишь в его унылом отношении ко всему остальному. Но сила Паллада как раз и заключается в его критическом отношении к жизни. Он беспощадно срывает покровы с человеческих слабостей и выставляет напоказ низость людей и их страдания. Строки эпиграммы «Падение человека» в равной степени касаются и мучений неоплатонистов, и христианских гонений, и по сей день они остаются примером наиболее едкого и жесткого сарказма, когда-либо обращённого к человечеству.